# Stenomax aeneus
Stenomax aeneus är en skalbaggsart som först beskrevs av Giovanni Antonio Scopoli 1763.  Stenomax aeneus ingår i släktet Stenomax, och familjen svartbaggar. Arten har ej påträffats i Sverige.

## Bildgalleri

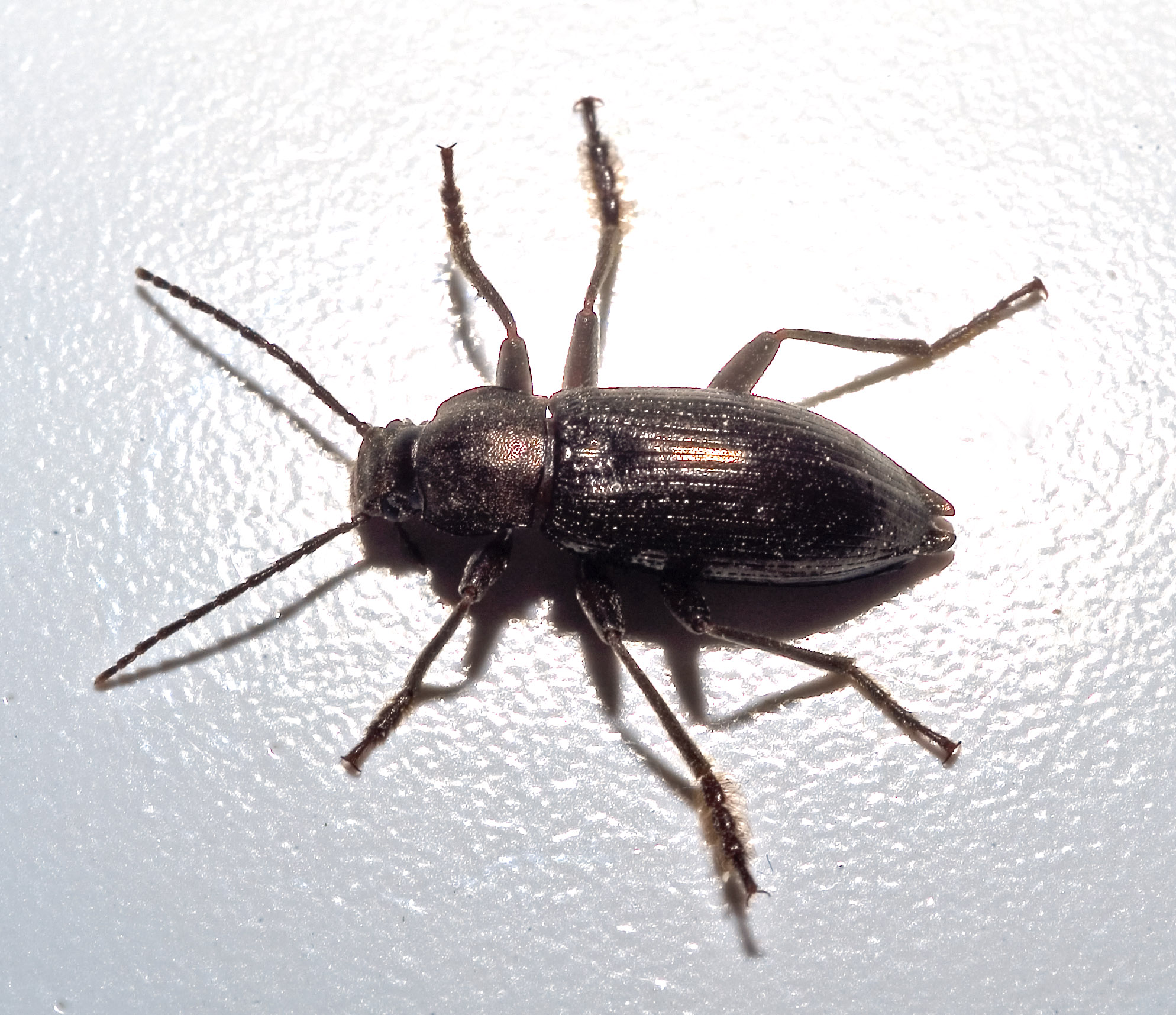